# GN (motorfiets)
GN is een Italiaans historisch merk van motorfietsen.
De bedrijfsnaam was: Motocicli Giuseppe Navone, Torino.
Giuseppe Navone begon in 1920 met de bouw van motorfietsen waarvoor hij aanvankelijk veel Britse onderdelen gebruikte, waaronder de 346cc-tweetaktmotoren.
Later was GN met Train-Italia, een zusterfabriek van het Franse merk Train, verbonden, maar in 1923 verdween het merk van de markt.